# Anna Bolena (Donizetti)
Anna Bolena és una òpera en dos actes de Gaetano Donizetti sobre un llibret de Felice Romani basat en l'obra d'Ippolito Pindemonte Enrico VIII ossia Anna Bolena i la d'Alessandro Pepoli Anna Bolena, les dues, narracions de la vida d'Anna Bolena. Es va estrenar el 26 de desembre de 1830 al Teatro Carcano de Milà. És la primera òpera estrenada al Gran Teatre del Liceu el 17 d'abril de 1847.
Fou el primer gran triomf de Donizetti i el seu passaport per la fama internacional. Malgrat que la història de l'execució d'Anna Bolena és poc fidedigne, l'òpera és tota una celebració del belcanto amb magnífiques àries de sopranos i tenors, un commovedor duet entre la desgraciada reina i el seu successor i potents finals en tots dos actes.
El seu èxit va coronar Donizetti com el nou rei de l'òpera després de la retirada de Rossini i l'escassa producció de Bellini, mort prematurament. Va inaugurar una fórmula d'èxit en l'òpera que perduraria més de vint anys: un drama amorós, sovint un conflicte matrimonial, alimentat per malentesos i infidelitats que porten a la mort d'un dels amants. Era el moment d'explosió del Romanticisme: tot se supeditava a la construcció de personatges emocionalment turmentats que vivien arguments desgraciats.

## Origen i context
Fou un encàrrec del Carcano, un teatre que buscava competir amb La Scala realitzant una temporada d'altura. Donizetti amb més de trenta òperes escrites era ja un autor bastant popular, encara que no consagrat. Serà precisament Anna Bolena un dels seus primers grans èxits internacionals i li servirà per instal·lar-se definitivament a les grans capitals europees de la música.
Com era habitual, el compositor de Bèrgam no va tenir el llibret a les seves mans fins al 10 de novembre, un mes i mig abans de l'estrena. Reclòs en una vila propera al llac de Como, propietat, precisament, de Giuditta Pasta, va culminar la comanda i a primers de desembre ja s'instal·là a Milà per a començar els assaigs.

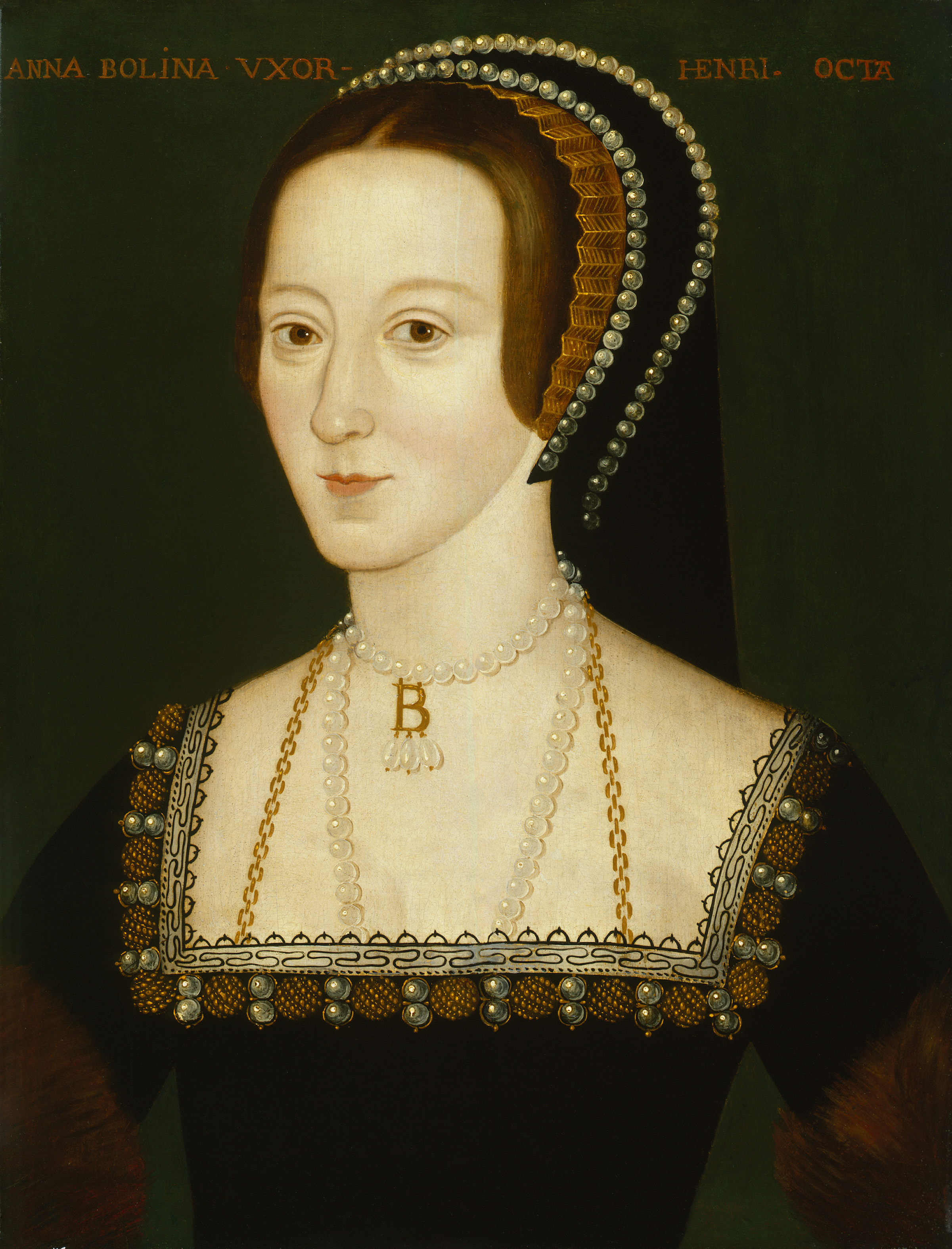
Anna Bolena, reina consort d'Anglaterra

Com bé se sap, el Romanticisme va gestar-se en la darrera part del segle xviii a Anglaterra, en un intent de recuperar l'interès per l'edat mitjana, remota i gòtica; especialment a les illes britàniques (Irlanda, Gal·les i Escòcia), on vivien els bards, uns trobadors locals que cantaven històries acompanyats de l'instrument nacional: l'arpa. Tots aquests elements van començar a ser considerats indispensables per a una obra que volgués aspirar els nous aromes romàntics, i moltes òperes italianes de l'època de 1830 transcorren en aquest ambient. Anna Bolena va ser una pionera d'aquest moviment (l'acció transcorre a Anglaterra).
Els ingredients que componen el fons històric d'aquesta òpera són: un drama de la monarquia anglesa (la censura italiana era més benèvola amb l'elecció de temes monàrquics llunyans, cosa que també va propiciar l'elecció dels reis anglesos com a argument de diverses òperes), un altre ingredient són els ambients gòtics dels palaus anglesos del moment, l'arpa (en mans de Smeton ja al primer acte) i, finalment, per descomptat, l'atordiment mental, proper a la bogeria, de la protagonista, que justificava les moltes exhibicions vocals de la protagonista, molt admirades pel públic romàntic. Sobre aquest conjunt d'elements, i sumant-hi els arguments de les obres teatrals d'Alessandro Pepoli, Anna Bolena (1788) i Henry VIII, de Joseph-Marie Chénier, més algunes fonts secundàries, van ser el material sobre el qual va treballar el llibretista Felice Romani, un dels més considerats i cobejats llibretistes de la seva època, i el qual sobretot treballava amb el "rival" de Donizetti, Vincenzo Bellini.
Anna Bolena és una de les quatre òperes de Donizetti que tracten sobre l'època Tudor de la història anglesa, per ordre de composició: Il castello di Kenilworth (1829), Anna Bolena (1830), Maria Stuarda (que porta el nom de Maria, reina d'Escòcia, que va aparèixer en diferents formes entre 1834 i 1835), i Roberto Devereux (1837, que porta el nom d'un amant de la reina Isabel I d'Anglaterra). Els principals personatges femenins de les tres últimes òperes es coneixen com les «Tres Reines de Donizetti».

## Representacions

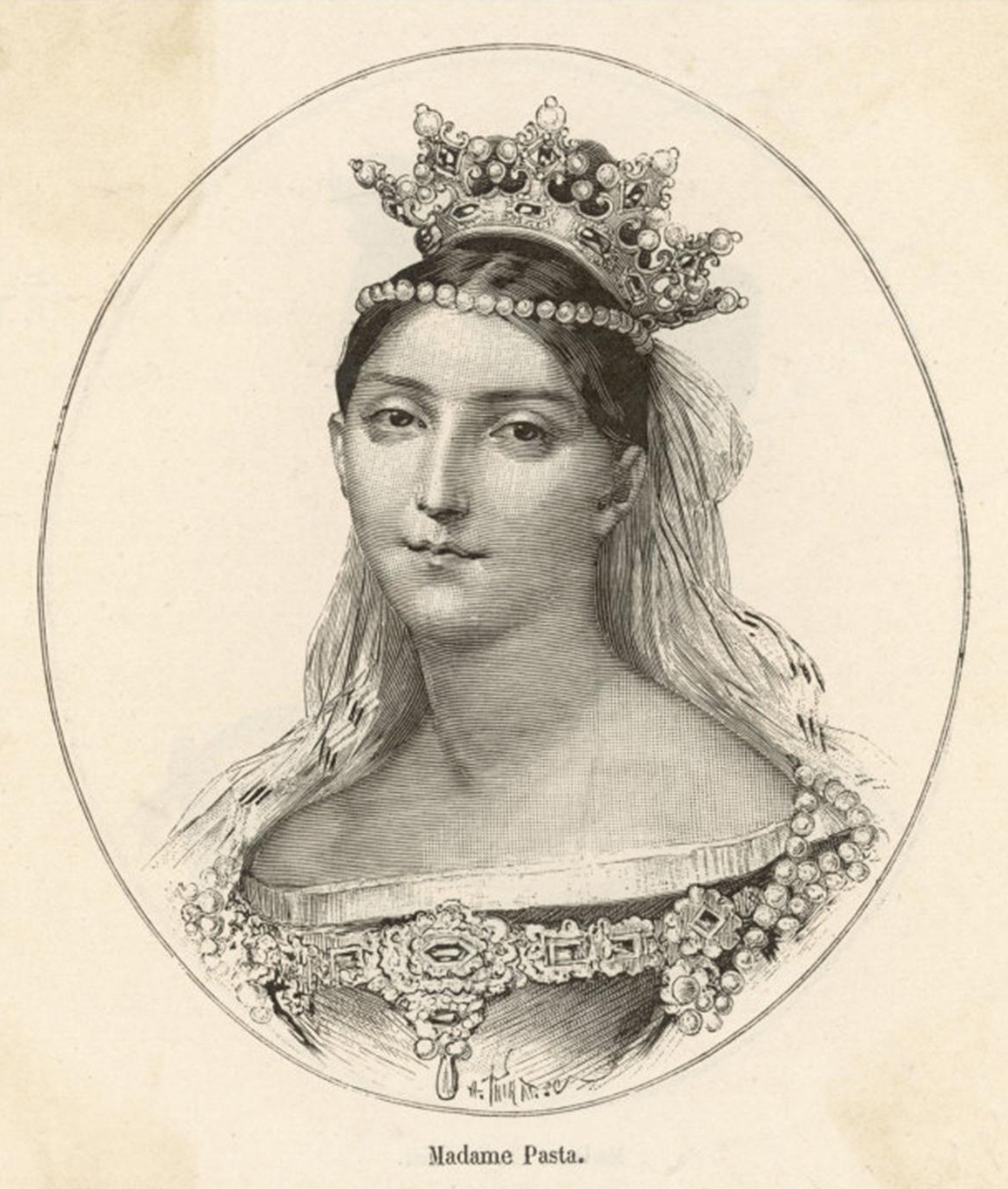
Giuditta Pasta va crear el personatge d'Anna Bolena

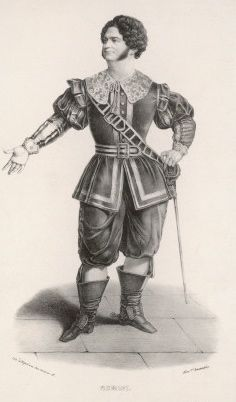
Giovanni Battista Rubini a Anna Bolena (1830)

En l'estrena Donizetti va poder comptar amb cantants de la talla de la soprano Giuditta Pasta o el tenor Giovanni Battista Rubini.
Anna Bolena no es va representar freqüentment durant l'última meitat de segle xix i la primera del segle xx, però es va reactivar en els anys de la postguerra. A Catalunya va arribar el 2 de maig de 1835, al Teatre de la Santa Creu, i al Gran Teatre del Liceu es va representar per primer cop el 17 d'abril de 1847. Precisament aquest teatre va ser el primer que la recuperà durant el segle xx, on es representà el 30 de desembre de 1947 per a commemorar el centenari del teatre, on aquesta òpera havia estat la primera que s'hi havia representat. Va dirigir Napoleone Annovazzi i van cantar Sara Scuderi, Cesare Siepi, Giulietta Simionato i Manuel Ausensi. La consolidació del títol vingué l'abril de 1957, quan l'òpera es reposava a La Scala amb Maria Callas, en una producció pròdiga dirigida per Luchino Visconti, en un dels seus triomfs més grans. Altres intèrprets famosos d'aquest personatge han estat Leyla Gencer, Beverly Sills, Montserrat Caballé, Renata Scotto i Edita Gruberova.

## Anàlisi musical
Però més enllà d'un argument més o menys versemblant, l'òpera funciona gràcies a la seva música. La partitura del Donizetti li dona un potencial enorme i més encara escrita en un moment belcantista. El llibret no té cap acció dramàtica destacable, tot són queixes de penes interiors, evidentment traspassades a les àries. Giudici, ad Anna, o l'ària final, la cabaletta, Coppia iniqua, inicien tota una tradició d'àries que van a parar a la famosa ària de la bogeria de Lucia di Lammermoor i que també trobem amb poques variacions a Maria Stuarda. La Stuarda i la Bolena gairebé es podrien fer en el mateix espai escènic.
La composició de Donizetti és sòlida i eficaç en l'estructura harmònica i instrumental, amb excel·lents melodies i estructures dramàtic-musicals (per exemple, les peces de conjunt) molt interessants, i on l'acció es desenvolupa amb continuïtat. Si bé la crítica més aviat va ser freda, l'acollida del públic fou molt reeixida. El duet Sui suo capo aggravi un Dio entre Anna (soprano) i Jane Seymour (mezzosoprano) es considera un dels millors del repertori operístic.
En aquest tipus d'òperes romàntiques, el tenor queda netament en un segon pla, cosa llavors gens freqüent. La raó és que l'òpera romàntica no havia resolt encara el problema de donar al tenor l'adequat vigor perquè els seus arravataments passionals tinguessin la intensitat requerida, cosa que es va aconseguir poc abans de 1840, amb la troballa de l'anomenat "do de pit". Tot i això, el tenor encara trigaria anys a adquirir el protagonisme definitiu, com pot apreciar-se en les òperes de joventut de Verdi, molt marcades encara per l'estil donizettià.

## Argument

### Acte I

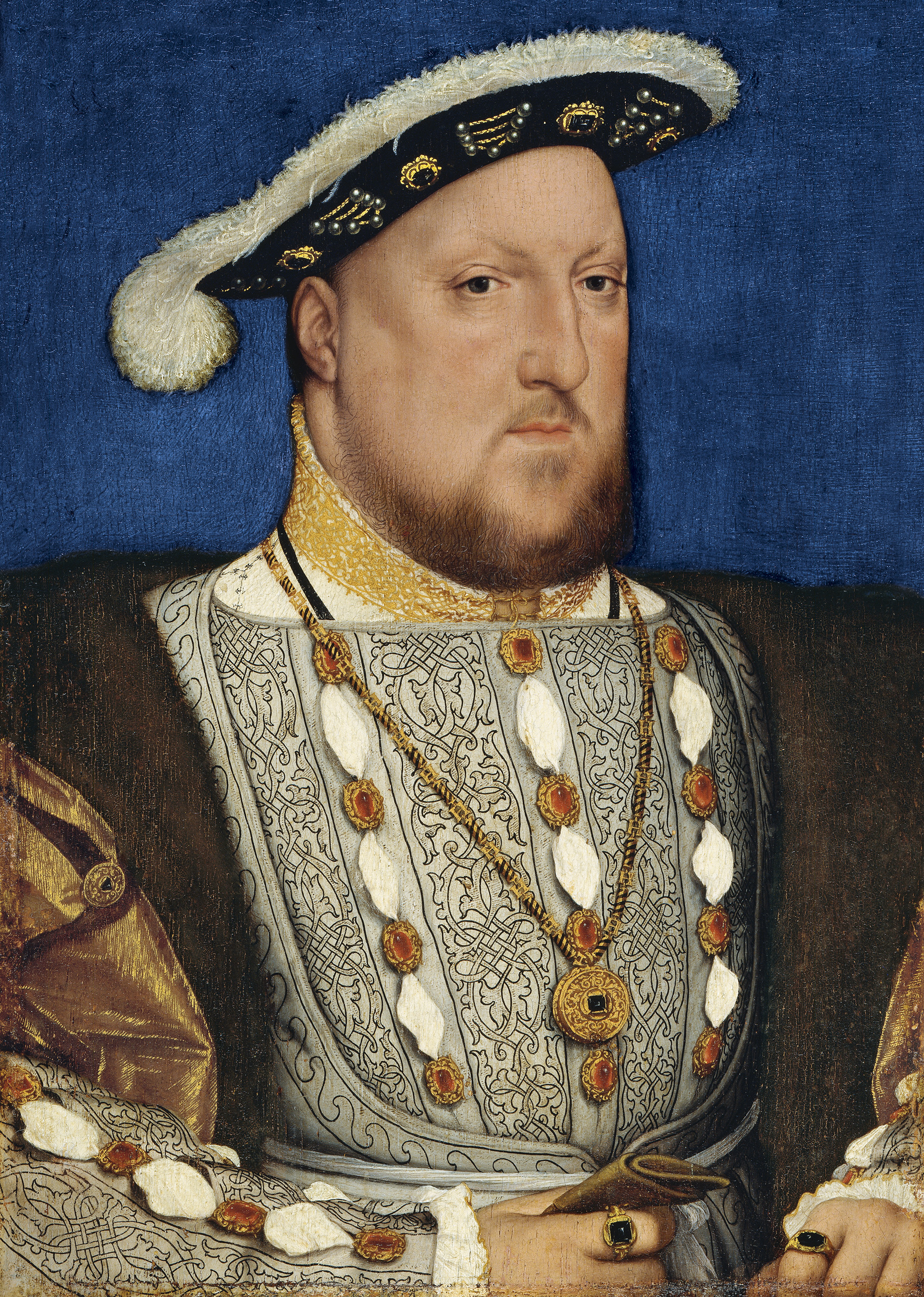
Enric VIII, el rei en la veu de baix

En alçar-se el teló, els cortesans de l'entorn d'Enric VIII comenten que el monarca s'ha cansat de la seva actual dona i que està buscant un nou amor per a substituir-la.
Giovanna Seymour, que és precisament l'objecte de desig del monarca, ha estat cridada en presència d'Anna Bolena (la reina), però es tranquil·litza quan sap que aquesta tan sols vol companyia. El patge Smeton interpreta una cançó amb l'arpa, però Anna està preocupada i el fa callar en iniciar la tercera estrofa.
La reina marxa, però Giovanna es veu assetjada pel rei que arriba en aquell moment. Giovanna li indica que tan sols el matrimoni podria justificar una relació amorosa, i el rei decideix casar-se amb ella, al·legant que Anna Bolena li és infidel.
El germà d'Anna, Lord Rochefort, se sorprèn en veure a palau a Lord Percy, antic enamorat d'Anna. Percy ha estat cridat a la cort després d'un llarg exili; el rei, el seu confident Hervey i Anna apareixen, i el rei observa complagut l'emoció que sent Anna en tornar a veure el seu antic enamorat. El rei ordena a Hervey que espiï a Percy, amb la intenció d'enxampar-lo en una situació compromesa amb la reina.
En una galeria dels apartaments d'Anna, el patge Smeton, enamorat d'Anna, ha robat una medalla amb el seu retrat que ara vol tornar; però amb l'arribada de Rochefort, Percy i Anna l'obliguen a amagar-se al darrere d'una cortina. L'entrevista de Percy i Anna és molt imprudent, però Percy insisteix a voler saber si ella va arribar a estimar-lo mai, però quan ella li diu que marxi, aquest intenta suïcidar-se amb una espasa. Creient que Anna estava en perill, Smeton surt del seu amagatall just quan arriba el rei; espantat, a Smeton li cau la medalla amb el retrat de la reina. Enrico VIII ja té motius per tal d'acusar-la, i rebutja les indignades paraules d'Anna dient-li que serà sotmesa a judici.

### Acte II
Les dames de la cort comenten que el seguici d'aduladors de la reina ha desertat i han marxat amb Giovanna. Hervey notifica a la reina el seu procés. Giovanna, plena de remordiments, va a veure la reina; aquesta maldiu a la cortesana que ha seduït al rei, però Giovanna li confessa que la culpable és ella, car n'assumeix la culpa. Anna, generosament, la perdona.
Anna es presenta al davant d'Enrico VIII per a queixar-se del tracte; el rei fingeix que la principal acusació són les relacions d'Anna amb Smeton. La indignació d'Anna és immensa, i en vistes d'això, i volent recuperar la seva dignitat, no demana res al rei. Per tal de salvar a la reina, Percy fingeix haver estat casat amb la reina i que, per tant, el matrimoni amb el rei és nul.
Després de la falsa confessió de Percy, són conduïts a la presó, el rei es queda un moment sol i dubtant; és quan es presenta Giovanna qui li confessa que no vol pujar al tron a canvi de la mort d'Anna Bolena. Mentre això passa, arriba la sentència del consell: Anna ha estat condemnada a mort.
En l'última escena, Hervey anuncia a Percy i Rochefort que el rei els perdona la vida, però Percy rebutja la clemència real i Rochefort, menys decidit, també. Envoltada de les més fidels de les seves dames de companyia, Anna apareix mentalment alterada: recorda el castell de la seva infància i l'amor de Percy. De sobte se sent repicar les campanes i cants de joia: el rei no ha pogut esperar ni tan sols a l'execució d'Anna per a casar-se amb Giovanna. Això fa tornar en si Anna, que malparla dels enamorats, però finalment els perdona el mal que li han fet, i es dirigeix amb fermesa cap a la mort.